# فن مكسيكي

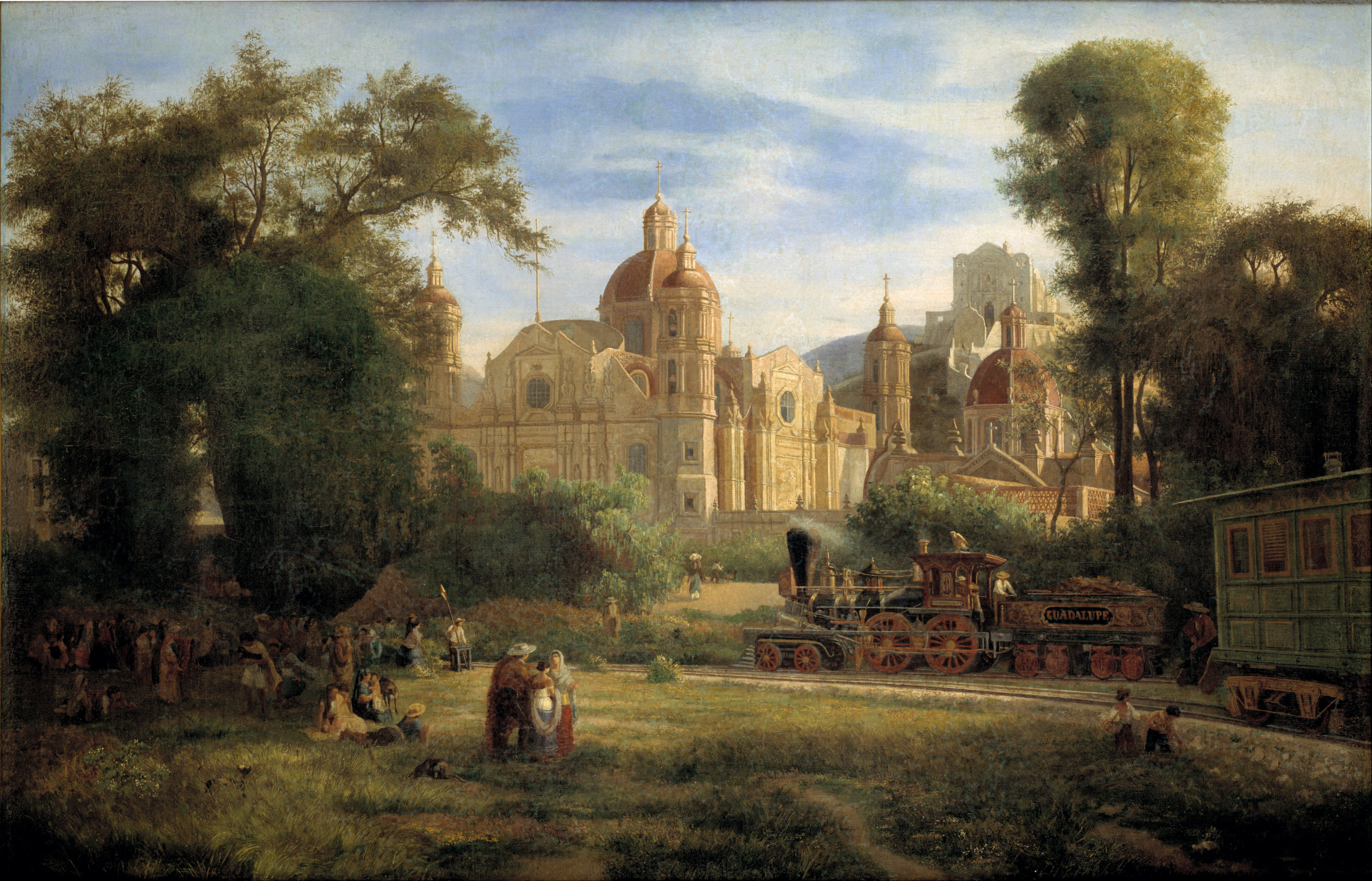

تطوّرت أنواعٌ مختلفة من الفنون المرئيّة المتقدمة في المنطقة الجغرافية المعروفة الآن باسم المكسيك. يتبع تطور هذه الفنون تطور تاريخ المكسيك، وقُسّمَ إلى عصر ما قبل أمريكا الوسطى وإسبانيا الجديدة والفترة التي تلت حرب الاستقلال المكسيكية وتطور الهويّة الوطنيّة المكسيكيّة من خلال الفن في القرن التاسع عشر وازدهار الفن المكسيكي الحديث؛ وهو الفن ما بعد الثورة المكسيكية (1910-1920).
فن أمريكا الوسطى هو الفن المُنتج في منطقة تضم الآن مناطق من وسط وجنوب المكسيك، وكان الفن المكسيكي مُشرقًا قبل الغزو الإسباني لإمبراطورية الآزتك لمدة ثلاثة آلاف عام تقريبًا. وكانت كل التأثيرات على الإنتاج الفني في ذلك الوقت مأخوذة من السكان الأصليين، إذ ارتبط الفن ارتباطًا وثيقًا بالدّين وبالطبقة الحاكمة، ولم يكن هناك أيّ تميُّز حقيقيّ بين الفن والعمارة والكتابة. استمر الحكم الاستعماري الإسباني لمدّة 300 عام بعد الغزو، وبقي الإنتاج الفني مرتبطًا بالدين إذ كانت معظم المواضيع تدور حول تشييد الكنائس وزخارفها، ثمّ انتشر الفن العلمانيّ في القرن الثامن عشر، وخاصةً رسومات الكاستا والبورتريه واللوحات التاريخية.
دُرِّب الكثير من الفنانين من أواخر الحقبة الاستعمارية في أكاديمية سان كارلوس،  فكانت جميع الفنون التي أُنتجت تقريبًا تابعة للتقاليد الأوروبية، ولكن بقيت العناصر الأصلية موجودة، ثم بدأوا بتحقيق التوازن بين التقاليد الأوروبيّة وثقافة السكان الأصليين.
بقي الفن تابعًا للنمط الأوروبيّ على نحو كبيرٍ بعد الاستقلال، ولكن ظهرت الموضوعات الأصلية في الأعمال الرئيسية إذ سعت المكسيك الليبرالية إلى تمييز نفسها عن ماضيها الاستعماري الإسباني. استمر هذا التفضيل للعناصر الأصلية إلى النصف الأول من القرن العشرين، مع الواقعية الاجتماعية وحركة الجداريات المكسيكية بقيادة فنانين مثل: دييغو ريفيرا وديفيد ألفارو سيكيروز وخوسيه كليمنتي أوروزكو وفرناندو ليل، الذين كلفتهم حكومة الثورة المكسيكية فيما بعد بإنشاء سرد مرئي للتاريخ والثقافة المكسيكية.
تأثرت التقنيات المُخترعة حديثًا بقوة هذه الحركات الفنية، مثل: التصوير الفوتوغرافي والسينما، وشجعت بقوة الفنون والحرف الشعبية باعتبارها جزءًا من الهوية المكسيكية. انفصل الفن المكسيكي عن الأسلوب الزخرفي وأصبح عالميًا أكثر منذ خمسينيات القرن العشرين، إذ دُمجت عناصر من آسيا، وكان للفنانين والمخرجين المكسيكيين تأثير كبير على المسرح العالمي.

## تاريخيًا

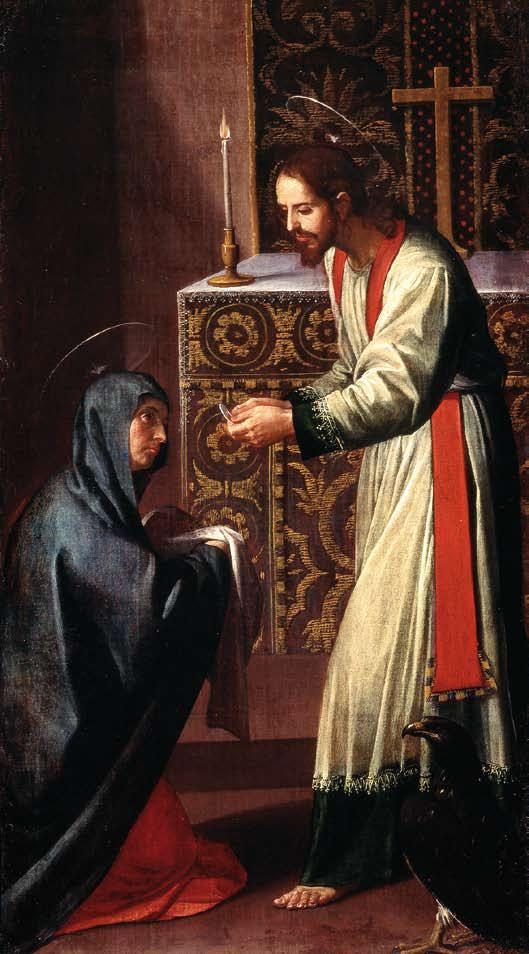
خوان إيفانجيليستا وهو يمنح القربان للسيدة مريم العذراء بواسطة ألفونسو كانو في المتحف الوطني سان كارلوس.

### الفن ما قبل الكولومبي
يُعتقد أن أقدم فن صخري في القارة الأمريكية، عمره 7500 عام، وهو موجود ضمن كهف في شبه جزيرة باجا كاليفورنيا.
ينتمي فن المكسيك قبل الغزو الإسباني إلى منطقة ثقافية تُعرف باسم أمريكا الوسطى، وتشمل ثلاثة آلاف سنة من 1500 ق.م إلى 1500 م، وهي مُقسّمة عمومًا إلى ثلاثة عصور: ما قبل الكلاسيكية والكلاسيكية وما بعد الكلاسيكية.
سيطرت حضارة الأولمك على ثقافة أمريكا الوسطى، التي بلغت ذروتها تقريبًا في 1200 قبل الميلاد. أنشأ الأولمك الكثير من الأعمال المُرتبطة بأمريكا الوسطى، مثل: الكتابة الهيروغليفية والتقويم السَّنوي والتقدم الأول في علم الفلك والتماثيل الضخمة.
وكانت رائدة في الثقافات مثل ثقافة تيوتيهواكان في شمال مدينة مكسيكو وثقافة شعب الزابوتيك في أواكساكا، وثقافة شعب المايا في جنوب المكسيك وجمهورية غواتيمالا.
بقيت الأسس الثقافية الأساسية لأمريكا الوسطى كما هي حتى بدأ الغزو الإسباني لإمبراطورية الآزتك. بدأ التاريخ المعروف للفن المكسيكي بفن أمريكا الوسطى المُنشأ من قبل الثقافات المستقرة التي بنت المدن هناك. ورغم أن الفن في أمريكا الوسطى كان أكثر تنوعًا وانتشارًا أكثر من أي مكان آخر في الأمريكيتين، إلا أن الأساليب الفنية أظهرت عددًا من أوجه التشابه.
كانت كل فنون أمريكا الوسطى تقريبًا مُوجهة لخدمة الاحتياجات الدينية أو السياسية على عكس الفن الغربي الحديث. وهي تعتمد بشكل أساسي على الطبيعة والواقع السياسي المحيط والآلهة. أوضح أكتافيو باث أن «فن أمريكا الوسطى يُمثّل منطقًا من الأشكال والخطوط والمجلدات التي هي في نفس الوقت جزء من علم الكونيات ». ومضى إلى القول إلى أن هذا التركيز على المكان والزمان مختلفان تمامًا عن الطبيعة الأوروبية القائمة على تمثيل الجسم البشري.
كان أول إنتاج فني معروف هو الأشكال الخزفية الصغيرة التي ظهرت في منطقة تيواكان نحو 1500 قبل الميلاد وانتشرت في ولاية فيراكروز ووادي المكسيك وولاية غيريرو وولاية واهاكا وتشياباس وساحل المحيط الهادي في غواتيمالا. وكانت هذه الأشكال الزخرفية هي لشخصيات في غالبها من الإناث، كارتباط بطقوس الخصوبة بسبب الوركين المتضخمين. بينما شخصيات الذكور، فكانت في غالبها من الجنود. بقي إنتاج هذه الأشكال الخزفية مستمرًا لمدة 2000 عام وضمّت فيما بعد زخارف للحيوانات وأشكالًا أخرى. في أوائل فترة أولميك كانت معظم التماثيل الخزفية صغيرة ثم قاموا بتصنيع تماثيل أكبر حجمًا.
تراجع صنع المنحوتات الخزفية في منتصف فترة ما قبل الكلاسيكية، في وسط المكسيك باستثناء منطقة تشوبيكورو. واختفى الفن من مناطق شعوب المايا  في أواخر فترة ما قبل الكلاسيكية، ثمّ عاد إلى الظهور في الفترة الكلاسيكية، إذ كانوا يُصنّعون آلاتٍ موسيقية. استمر إنشاء الأشكال الخزفية دون توقف حتى الغزو الإسباني في مناطق قليلة مثل أجزاء من ولاية فيراكروز، ولكنها كانت تُصنَّع كحرف يدوية، وليس كفنٍ رسميّ.
عُثر على جداريّات ومخطوطات فنية في أمريكا الوسطى تعود على الأقل إلى عام 1800 قبل الميلاد واستمر الفن بشكل أو بآخر حتى وصول الإسبان في القرن السادس عشر. حدثت المحاولات الأولى المعروفة للطلاء الفني على المباني الأثرية في أوائل الفترة الكلاسيكية مع شعوب المايا.
ركّزت معظم اللوحات على الشخصيات البشرية، والتي قد تكون واقعية أو خيالية أو ذكوريّة أو أنثوية أو لا جنسية. قد يكونون عراة أو لا، ولكن كان يُشار إلى الحالة الاجتماعية لكل شخصية بطريقة أو بأخرى. تصوّر المشاهد الفنية غالبًا الحروب أو التضحيات أو دور الآلهة أو أعمال النبلاء. ومع ذلك، عُثر على بعض الأعمال لأشخاصٍ عاديين.
ارتبطت معظم الأعمال الحجرية في أمريكا الوسطى بالهندسة الأثرية التي كانت تُعتبر، إلى جانب الجداريّات، جزءًا لا يتجزأ من الهندسة المعمارية. إذ بدأت الهندسة المعمارية الأثرية مع حضارة الأولمك في ولاية فيراكروز الجنوبية ومنطقة تاباسكو الساحلية في أماكن مثل سان لورينزو. من الممكن رؤية المعابد الكبيرة على قواعدها الهرمية في مواقع مثل الجبل الأسود. امتدت هذه الممارسة إلى منطقة أواكساكا ووادي المكسيك، وظهرت في مدن مثل مونتي ألبان.
كانت النقوش التي سبقت الغزو الإسباني هي الخط العام للتصاميم ولها عدة أشكال: نقوش منخفضة ومتوسطة وعالية. تميل النقوش في أمريكا الوسطى إلى التركيز على شخصية واحدة.
لم تكن الكتابة والفن متميزة كما كانت للثقافات الأوروبية، والسبب في ذلك هو أن كليهما سعى لتسجيل التاريخ وتفسير الثقافات. كُتبت المخطوطات على الورق أو غيرها من المواد المشابهة  ثم جُمّعت في شكلها الحاليّ. اعتُبر فن القراءة والكتابة حكرًا على فئات الكهنة، إذ كانت مصدرًا لقوتهم في المجتمع.
كانت الصور التوضيحية أو الحروف الرمزية لنظام الكتابة هذا أكثر رسمية من الصور الموجودة على الجداريات وغيرها من أشكال الفن لأنها كانت تعتبر دلاليّة في الغالب، وتمثل كل ما يتعلق بالأحداث الفلكية وعلم الأنساب والأحداث التاريخية. يعود مصدر معظم المخطوطات التي بقيت قبل الغزو الإسباني إلى أواخر فترة أمريكا الوسطى وأوائل الفترة الاستعمارية.